# Astragalus sesquiflorus
Astragalus sesquiflorus är en ärtväxtart som beskrevs av Sereno Watson. Astragalus sesquiflorus ingår i släktet vedlar, och familjen ärtväxter. Inga underarter finns listade i Catalogue of Life.